# 张家（丙）遗址
张家（丙）遗址，位于中国青海省民和县前河乡张家寺村，为第四批青海省文物保护单位，公布日期为1986年5月27日，类型为古遗址。
张家（丙）遗址的历史年代为马厂类型、卡约文化。